# All Eyez on Me
All Eyez on Me — четвертий студійний альбом американського репера Тупака Шакура, виданий 13 лютого 1996 р. лейблами Death Row Records та Interscope Records. У записі цього альбому взяли участь: один зі співвласників Death Row — Dr. Dre, Redman, Method Man, Tha Dogg Pound, Snoop Dogg, Nate Dogg і нова група Тупака Outlawz.
Альбом часто визнають одним з головних досягнень реп-музики 90-их. У квітні 1996, за 2 місяці, альбом сертифікували 5× платиновим. У 1998 він мав 9 платин. Двоє з шести синглів, «How Do U Want It» і «California Love», посіли перші сходинки Billboard Hot 100 . Для промо випустили 6 окремків, найбільше з-поміж усіх платівок репера. Крім того All Eyez on Me увійшов в історію як перший сольний подвійний студійний хіп-хоп альбом, виданий комерційно для масового слухача. Реліз випустили на 2 CD й 4 грамплатівках. Він став другим альбомом Тупака, що посів 1-ші позиції Billboard 200 і Top R&B/Hip-Hop Albums. All Eyez on Me розійшовся накладом у 566 тис. копій за перший тиждень. З цим результатом альбом перебував у топ-100 релізів з найкращим продажем за один тиждень (SoundScan веде підрахунки з 1991). 23 липня 2014 RIAA сертифікувала його діамантовим. 
У 1997 платівка отримала нагороду Soul Train у категорії «R&B/Соул чи реп-альбом року». Шакур також переміг на 24-ій щорічній церемонії American Music Awards у номінації «Улюблений реп/хіп-хоп виконавець».

## Запис
У жовтні 1995 Шуг Найт і Джиммі Йовін заплатили $1,4 млн за заставу необхідну для звільнення Тупака з в'язниці, куди його заґратували за звинуваченням у сексуальному насильстві. На той час Шакур був розореним і не міг цього зробити сам. All Eyez on Me вийшов після укладення триальбомної угоди між Death Row Records Найта і Шакуром в обмін на його звільнення. Подвійний альбом відіграв роль перших двох платівок за контрактом. Пісні на All Eyez on Me загалом є прославлянням «образу життя ґанґстера». Попри нечасті згадування про колишніх і теперішніх друзів альбом віддаляється від соціально-політичної спрямованості 2Pacalypse Now і Strictly 4 My N.I.G.G.A.Z. All Eyez on Me — найпродаваніший реліз Тупака.

## Список пісень
| Книга 1 | Книга 1                                                               | Книга 1                                                                                               | Книга 1                       | Книга 1    |
| #       | Назва                                                                 | Автор                                                                                                 | Продюсер(и)                   | Тривалість |
| ------- | --------------------------------------------------------------------- | --- | ----------------------------- | ---------- |
| 1.      | «Ambitionz Az a Ridah»                                                | Тупак Шакур, Делмар Арно                                                                              | Daz Dillinger                 | 4:39       |
| 2.      | «All bout U» (з участю Dru Down, Nate Dogg та Snoop Dogg)             | Шакур, Джонні Джексон, Ларрі Блекмон, Томі Дженкінс                                                   | Johnny «J», 2Pac              | 4:37       |
| 3.      | «Skandalouz» (з участю Nate Dogg)                                     | Шакур, Арно                                                                                           | Dat Nigga Daz                 | 4:09       |
| 4.      | «Got My Mind Made Up» (з участю Tha Dogg Pound, Redman та Method Man) | Шакур, Арно, Рікардо Браун                                                                            | Dat Nigga Daz                 | 5:13       |
| 5.      | «How Do U Want It» (з участю K-Ci & JoJo)                             | Шакур, Джексон                                                                                        | Johnny «J»                    | 4:47       |
| 6.      | «2 of Amerikaz Most Wanted» (з участю Snoop Dogg)                     | Шакур, Келвін Броадас, Арно                                                                           | Dat Nigga Daz                 | 4:07       |
| 7.      | «No More Pain»                                                        | Шакур, Деванте Свінґ, Кліффорд Сміт, Роберт Діґґз-молодший                                            | DeVanté                       | 6:14       |
| 8.      | «Heartz of Men»                                                       | Шакур, Девід Блейк, Prince, Джордж Клінтон-молодший, Вільям Коллінз, Клеренс Гескінс, Бернард Воррелл | Blake                         | 4:43       |
| 9.      | «Life Goes OnLife Goes On» (з участю Stacey Smallie)                  | Шакур, Джексон                                                                                        | Johnny «J»                    | 5:02       |
| 10.     | «Only God Can Judge Me» (з участю Rappin' 4-Tay)                      | Шакур, Дуґ Рашід                                                                                      | Rasheed, Harold Scrap Freddie | 4:57       |
| 11.     | «Tradin' War Stories» (з участю C-Bo, Dramacydal та Storm)            | Шакур, Майк Мослі                                                                                     | Mike Mosley, Rick Rock        | 5:29       |
| 12.     | «California Love (RMX)» (з участю Dr. Dre та Roger Troutman)          | Шакур, Андре Янґ, Р. Трутмен, Ларрі Трутмен, Норман Дарем, Вуді Каннінгем                             | Dr. Dre                       | 6:25       |
| 13.     | «I Ain't Mad at Cha» (з участю Danny Boy)                             | Шакур, Арно                                                                                           | Dat Nigga Daz                 | 4:53       |
| 14.     | «What'z Ya Phone #» (з участю Danny Boy)                              | Шакур, Джексон                                                                                        | Johnny «J», 2Pac              | 5:10       |

| Книга 2 | Книга 2                                                           | Книга 2                                              | Книга 2                | Книга 2    |
| #       | Назва                                                             | Автор                                                | Продюсер(и)            | Тривалість |
| ------- | ----------------------------------------------------------------- | ---------------------------------------------------- | ---------------------- | ---------- |
| 1.      | «Can't C Me» (з участю George Clinton)                            | Шакур, Янґ                                           | Dr. Dre                | 5:30       |
| 2.      | «Shorty Wanna Be a Thug»                                          | Шакур, Джексон                                       | Johnny «J»             | 3:51       |
| 3.      | «Holla at Me»                                                     | Шакур, Bobcat                                        | Bobby «Bobcat» Ervin   | 4:56       |
| 4.      | «Wonda Why They Call U Bitch»                                     | Шакур, Джексон                                       | Johnny «J», 2Pac       | 4:19       |
| 5.      | «When We Ride» (з участю Outlaw Immortalz)                        | Шакур, DJ Pooh                                       | DJ Pooh                | 5:09       |
| 6.      | «Thug Passion» (з участю Jewell, Dramacydal та Storm)             | Шакур, Джексон, Л. Трутмен, Р. Трутмен, Ширлі Мердок | Johnny «J», 2Pac       | 5:08       |
| 7.      | «Picture Me Rollin'» (з участю Danny Boy, Big Syke та C.P.O.)     | Шакур, Джексон, Тайрусс Гаймс                        | Johnny «J»             | 5:15       |
| 8.      | «Check Out Time» (з участю Kurupt та Big Syke)                    | Шакур, Джексон, Гаймс, Браун                         | Johnny «J», 2Pac       | 4:39       |
| 9.      | «Ratha Be Ya Nigga» (з участю Richie Rich)                        | Шакур, Рашід                                         | Rasheed                | 4:14       |
| 10.     | «All Eyez On Me» (з участю Big Syke)                              | Шакур, Джексон, Джеймс Пеннінґтон                    | Johnny «J»             | 5:08       |
| 11.     | «Run tha Streetz» (з участю Michel'le, Mutah та Storm)            | Шакур, Джексон                                       | Johnny «J», 2Pac       | 5:17       |
| 12.     | «Ain't Hard 2 Find» (з участю E-40, B-Legit, C-Bo та Richie Rich) | Шакур                                                | Mike Mosley, Rick Rock | 4:29       |
| 13.     | «Heaven Ain't Hard 2 Find»                                        | Шакур, QD3                                           | QD3                    | 3:58       |

Примітки
- Бек-вокал на «Life Goes On»: Стейсі Смоллі
- Вокал на «Tradin War Stories»: CPO.
- Бек-вокал на «California Love (RMX)»: Барбара Вілсон, Данетт Вільямс та Дороті Коулмен.
- Бек-вокал на «Check Out Time»: Наташа Вокер.
- Бек-вокал на «Ratha Be Ya Nigga»: Пафф Джонсон, Ebony.
- Бек-вокал на «Heaven Ain't Hard 2 Find»: Danny Boy.

### Семпли
- «All bout U» — «Candy» у вик. Cameo.
- «How Do U Want It» — «Body Heat» у вик. Квінсі Джонса.
- «No More Pain» — «Bring the Pain» у вик. Method Man.
- «Heartz of Men» — «Darling Nikki» у вик. Prince and The Revolution, «Mubone — Intro» у вик. Річарда Прайора, «Up for the Down Stroke» у вик. Parliament.
- «Life Goes On» — «Brandy (You're A Fine Girl)» у вик. The O'Jays.
- «Tradin War Stories» — «Too Little in Common» у вик. Ренді Брауна.
- «California Love (RMX)» — «So Ruff, So Tuff» у вик. Роджера Трутмена, «Intimate Connection» у вик. Kleeer.
- «What'z Ya Phone #» — «777-9311» у вик. The Time.
- «Shorty Wanna Be a Thug» — «Wildflower» у вик. Генка Кроуфорда.
- «Thug Passion» — «Computer Love» у вик. Zapp & Roger.
- «Picture Me Rollin'» — «Winter Sadness» у вик. Kool & the Gang.
- «Ratha Be Ya Nigga» — «I'd Rather Be with You» у вик. Бутсі Коллінз.
- «All Eyez On Me» — «Never Gonna Stop» у вик. Лінди Кліффорд
- «Run tha Streetz» — «Piece of My Love» у вик. Guy.

## Учасники
| - 2Pac, Ларрі Четмен — помічники продюсера - Шуґ Найт — виконавчий продюсер - Норріс Андерсон — керівник продакшену - Дейв Ерон, Карлос Ворлік — звукорежисер, зведення - DJ Quik — зведення, ток-бокс - Рік Кліффорд, Томмі Д. Догерті, Трой Стетон, Кестон Райт — звукорежисери - DJ Pooh, Dr. Dre, Джонні «Джей», Деванте Свінґ — зведення - Браян Ґарднер — мастеринг - Майкл Ґейзер, Патрік Шевелін — помічники звукорежисера | - Елвін Макґілл — помічник звукорежисера, звукорежисер - Майк Мослі — помічник звукорежисера, зведення - Кен Нагум — фотограф - Джордж Прайс — арт-дирекція, дизайн - Карл «Butch» Смолл — ударні - Генрі «Hendogg» Сміт — ілюстрації - Рой Тесфей — координація продакшену - Шон «Barney» Томас — клавішні - Роджер Трутмен — ток-бокс - Барбара Воррен — стиліст |

## Чартові позиції
| Чарт (1996)     | Найвища позиція |
| --------------- | --------------- |
| Австралія       | 19              |
| Валлонія        | 4               |
| Велика Британія | 32              |
| Нідерланди      | 11              |
| Німеччина       | 16              |
| Нова Зеландія   | 15              |
| Норвегія        | 14              |
| США             | 1               |
| Фландрія        | 4               |
| Швейцарія       | 15              |
| Швеція          | 5               |

| Чарт (2002)     | Найвища позиція |
| --------------- | --------------- |
| Велика Британія | 65              |

| Чарт (2003)     | Найвища позиція |
| --------------- | --------------- |
| Велика Британія | 74              |
| Ірландія        | 61              |
| Франція         | 99              |

### Чарти десятиліття
| Чарт (1990–1999) | Позиція |
| ---------------- | ------- |
| US Billboard 200 | 97      |

## Сертифікації
| Країна          | Сертифікація  | Наклад   |
| --------------- | ------------- | -------- |
| Австралія       | Золотий       | 35 тис.  |
| Велика Британія | Срібний       | 60 тис.  |
| Канада          | Платиновий    | 100 тис. |
| США             | 9× Платиновий | 9 млн    |

## Відгуки
| Видання              | Країна          | Рейтинг                                                        | Рік  | Позиція |
| -------------------- | --------------- | -------------------------------------------------------------- | ---- | ------- |
| FNAC                 | Франція         | «1000 найкращих альбомів усіх часів»                           | 2008 | 461     |
| Rock & Folk          | Франція         | «Найкращі альбоми 1963-1999»                                   | 1999 |         |
| Babylon              | Греція          | «50 найкращих альбомів 90-их»                                  | 1999 | 48      |
| Hip-Hop Connection   | Велика Британія | «100 найкращих реп-альбомів 1995-2005»                         | 2005 | 35      |
| The New Nation       | Велика Британія | «Топ-100 альбомів чорних виконавців»                           | 2005 | 64      |
| Q                    | Велика Британія | «Повна музична колекція»                                       | 2005 |         |
| Q                    | Велика Британія | «90 альбомів 90-их»                                            | 1999 |         |
| About.com            | США             | «100 найкращих хіп-хоп альбомів»                               | 2008 | 80      |
| About.com            | США             | «Найкращі реп-альбоми 1996»                                    | 2008 | 1       |
| Том Мун              | США             | «1000 записів для прослуховування до того, як ви помрете»      | 2008 |         |
| Entertainment Weekly | США             | «100 найкращих альбомів 1983-2008»                             | 2008 | 87      |
| Ego Trip             | США             | «25 найкращих хіп-хоп альбомів 1980-1998»                      | 1999 | 14      |
| Rolling Stone        | США             | «Головні записи 90-их»                                         | 1999 |         |
| Rolling Stone        | США             | «100 найкращих альбомів 90-их»                                 | 2010 | 50      |
| Vibe                 | США             | «50 найкращих альбомів з '93»                                  | 2013 | 51      |
| RollingOut           | США             | «20 найкращих хіп-хоп альбомів Західного узбережжя всіх часів» | 2013 | 6       |
| News Ltd.            | Австралія       | «100 альбомів, які мають бути у вашій колекції»                |      |         |
| Complex              | США             | «90 найкращих альбомів 90-их»                                  | 2014 | 10      |